# Sinfonia concertante
Sinfonia concertante är ett symfoniskt verk för ett (eller flera) soloinstrument och orkester där solisten är integrerad i helheten och orkestern mer jämbördig med solisten än i en traditionell solokonsert, till exempel en pianokonsert eller violinkonsert. Det mest kända verket i genren är nog Mozarts Sinfonia concertante i Ess-dur för violin, viola och orkester. Ett svenskt exempel är Gösta Nystroems sinfonia concertante med cellosolist. 
Det finns inga specifika kriterier för om ett verk ska kallas sinfonia concertante eller solokonsert. Många verk som kallas solokonsert är symfoniskt uppbyggda och skulle lika gärna kunna kallas sinfonia concertante. Det finns också enstaka symfonier för solist och orkester, bland annat Allan Petterssons Symfoni nr 16 för altsaxofon och orkester.